# گسل سروستان
گسل سروستان یک گسل بنیادی با راستای شمال شمال‌غربی–جنوب جنوب‌شرقی و درازای نزدیک به ۱۰۰ کیلومتر است که در حدود ۷۵ کیلومتری جنوب‌شرقی کرمان قرار دارد. گسل سروستان در ادامه پهنه گسلی کوک قرار گرفته و به همراه آن، پهنه لرزه‌خیزی را در این بخش از ایران پدیدآورده است.
گسل سروستان در بخش شمالی دارای شیب به سمت غرب و جنوب‌غربی بوده و در راستای خود سبب رانده‌شدن سنگ‌های پالئوسن (از سمت غرب) بر روی رسوبات آبرفتی کواترنر (در شرق) شده‌است. در بخش میانی، رسوبات کواترنر و پهنه‌های رسی و نمکی به وسیله گسل بریده شده‌است. به سمت جنوب، گسل پس از بریدن سنگ‌های آتشفشانی–آذرآواری ائوسن در کوه‌های جبال‌بارز، وارد دشت شمالی جیرفت می‌شود و رد آن کم‌وبیش در سوبات آبرفتی کواترنر به چشم می‌خورد.